# Jean Capeinick
 Jean Capeinick, né à Gand le 19 juin 1838 et mort à Schaerbeek le 9 février 1890, est un peintre aquarelliste et un graveur belge.
Son champ pictural, de facture réaliste, couvre la représentation de fleurs, légumes, fruits et plantes exotiques, de même que les vues de jardins et les natures mortes.

## Biographie

### Famille
Jean (Johannes Bernardus) Capeinick, né au Wolfstege, à Gand, le 19 juin 1838, est le fils d'Isidore Capeinick (1809-1881), horticulteur et pépiniériste, et d'Anne Marie De Munck (1811-1865). Le 29 septembre 1864, il épouse à Ypres Emerence Strobbe (1839-1879). Devenu veuf, il se remarie à Bruxelles le 18 juillet 1881 avec Elisabeth Philpot, née à Londres en 1847.

### Formation
Jean Capeinick est, à partir de 1855, étudiant en dessin industriel à l'École industrielle de Gand et reçoit, par le conseil communal de la vielle, une subvention de 400 francs belges pour poursuivre ses études en seconde année en novembre 1856. Il travaille ensuite, jusqu'en 1860 comme dessinateur industriel à Paris chez un certain M. Muller. Vers 1860-1862, il est étudiant à l'Académie royale des beaux-arts de Gand, où il a comme professeur Théodore Canneel. En 1862 et 1867, il participe, à l'instar de son père, aux concours de l'Exposition quinquennale de la Société royale d'agriculture et de botanique de Gand où il expose des lots de fruits. En 1862, son lot de cinquante variétés de pommes et de poires obtient deux premiers prix.

### Carrière
Jean Capeinick commence, à l'âge de 22 ans à participer aux expositions triennales belges au Salon de Gand de 1862, où il expose une aquarelle représentant des fleurs. 
En 1872, il est nommé professeur de la classe des principes à l'Académie de Gand, où il avait été étudiant. Il connaît le succès en réalisant quatre peintures décorant L'Hôtel d'Allemagne. La même année, il participe aux fêtes de Gand et décore une gondole intitulée la Flore terrestre au cortège vénitien de la fête nautique. En 1873, il obtient le premier prix aux Floralies gantoises grâce à sa toile Vue du jardin du comte Ch. De Kerckhove.
En 1881, Jean Capeinick démissionne de son poste de professeur à Gand pour s'établir à Schaerbeek, où il donne des cours dans son atelier personnel. Il a notamment pour élèves Rodolphe et Juliette Wytsman qui se sont rencontrés dans son atelier. Il est membre de l'éphémère Cercle des aquarellistes et des aquafortistes belges (1883-1884).
Souffrant d'une maladie nerveuse et oculaire incurable depuis plusieurs années, Jean Capeincik meurt, à l'âge de 51 ans, le 9 février 1890, à l'asile d'aliénés de la chaussée de Louvain à Schaerbeek, où il était interné depuis un an.

## Œuvre

### Caractéristiques
Jean Capeinick, est essentiellement un peintre floral. Son œuvre de facture réaliste, couvre également la peinture de légumes, fruits et plantes exotiques, de même que les vues de jardins et les natures mortes.

### Expositions

#### Expositions triennales belges
- Salon de Gand (XXVe) de 1862 : une aquarelle représentant des fleurs[6].
- Salon de Bruxelles de 1863 : Le Panier renversé et Fleurs printanières[11].
- Salon de Gand (XXVIe) de 1865 : Fleurs[12].
- Salon de Gand (XXVIIe) de 1868 : La Madone aux roses et Mois de mai[13].
- Salon d'Anvers de 1870 : Pivoines et Roses[14].
- Salon de Gand (XXVIIIe) de 1871 : Fleurs et fruits (trois tableaux)[15].
- Salon de Bruxelles de 1872 : Roses trémières et Roses[16].
- Salon d'Anvers de 1873 : Nature morte, Fleurs, Délices de l'été - Fleurs, Fleurs et accessoires et Tête du Christ entourée de fleurs[17].
- Salon de Gand (XXIXe) de 1874 : Fleurs et accessoires, Nature morte et Coin d'atelier[18].
- Salon d'Anvers de 1876 : Bouquet de roses et Fleurs et accessoires[19].
- Salon de Gand (XXXe) de 1877 : Roses blanches[20].
- Salon de Gand (XXXIe) de 1880 : Lilas blancs et Étalage de fleurs[21].
- Salon de Bruxelles de 1881 : Fleurs printanières et Roses trémières[22].
- Salon de Gand (XXXIIe) de 1883 : Étalage de fleurs et Les Apprêts pour le marché[23].
- Salon de Bruxelles de 1884.
- Salon d'Anvers de 1888 : Roses de Nice et lilas blancs et Roses blanches[24].

#### Autres expositions en Belgique
- Exposition de Namur de 1874[25].
- Exposition de Spa de 1874[25].
- Exposition des artistes gantois de 1875[26].
- Exposition des artistes gantois de 1878[27].

#### Expositions européennes
- Exposition au Crystal Palace de Londres en 1873 : Fruits et moineaux (médaille de bronze)[28].
- Exposition au Crystal Palace de Londres en 1874 : Fleurs et accessoires[29].
- Salon des artistes français de 1882 : Œillets et azalées[30].